# باتو (رياضة)

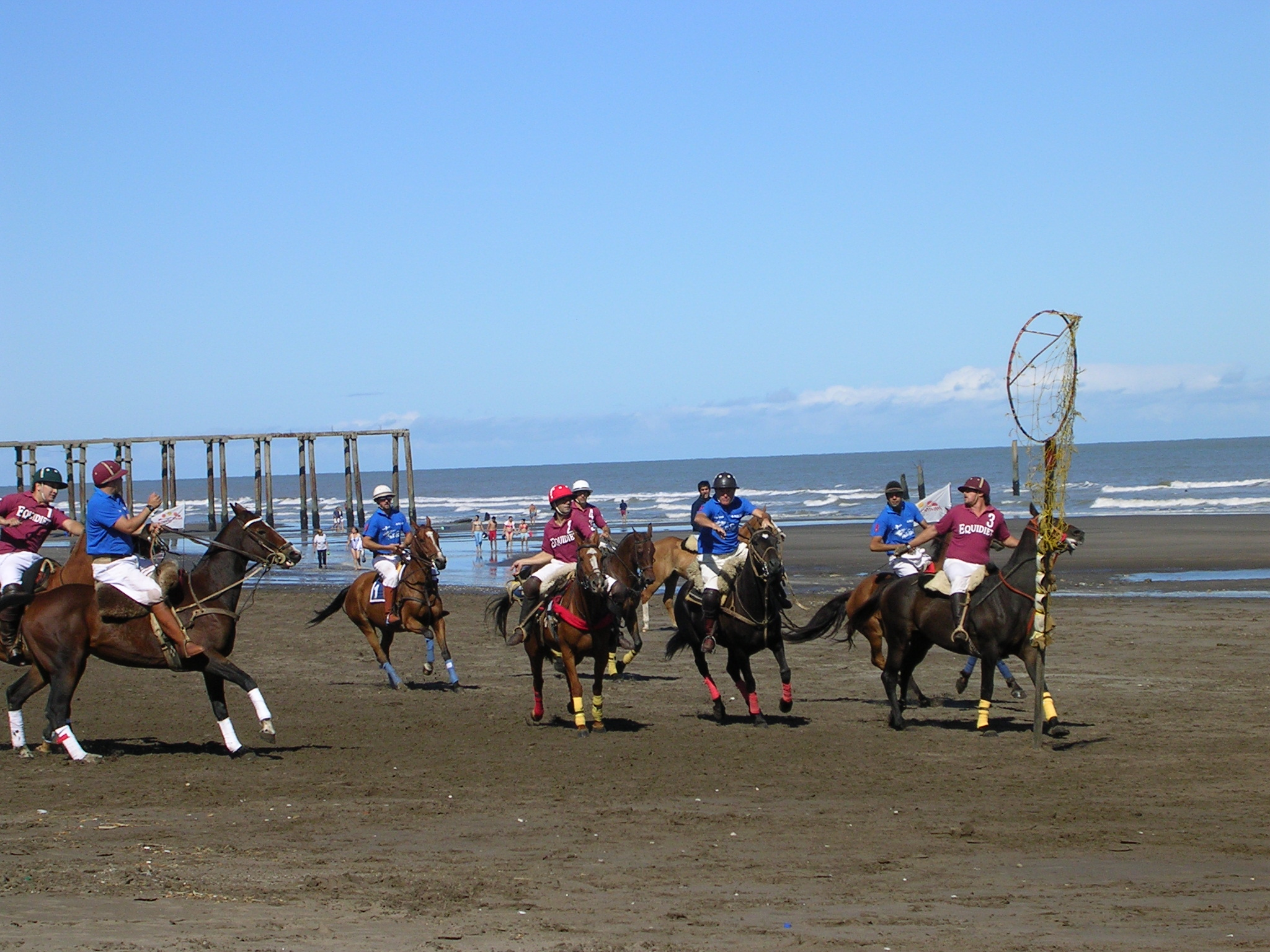

باتو وتعنى لعبة البط، هي لعبة رياضية تلعب على ظهر الخيول وألتي تخلط بين بولو و كرة السلة وهي رياضة وطنية في الأرجنتين منذ عام 1953.
وفي هذه الرياضة تحمل الكرة في يد لاعب من اللاعبين وألذي يركب فوق حصان وثُم يتنقل بها ويحاول إدخالها إلى شبكة تكون موجودة في أرض الملعب وهذه الرياضة تشبه لعبة كرة الحصان وألتي تُلعب في فرنسا و البرتغال.

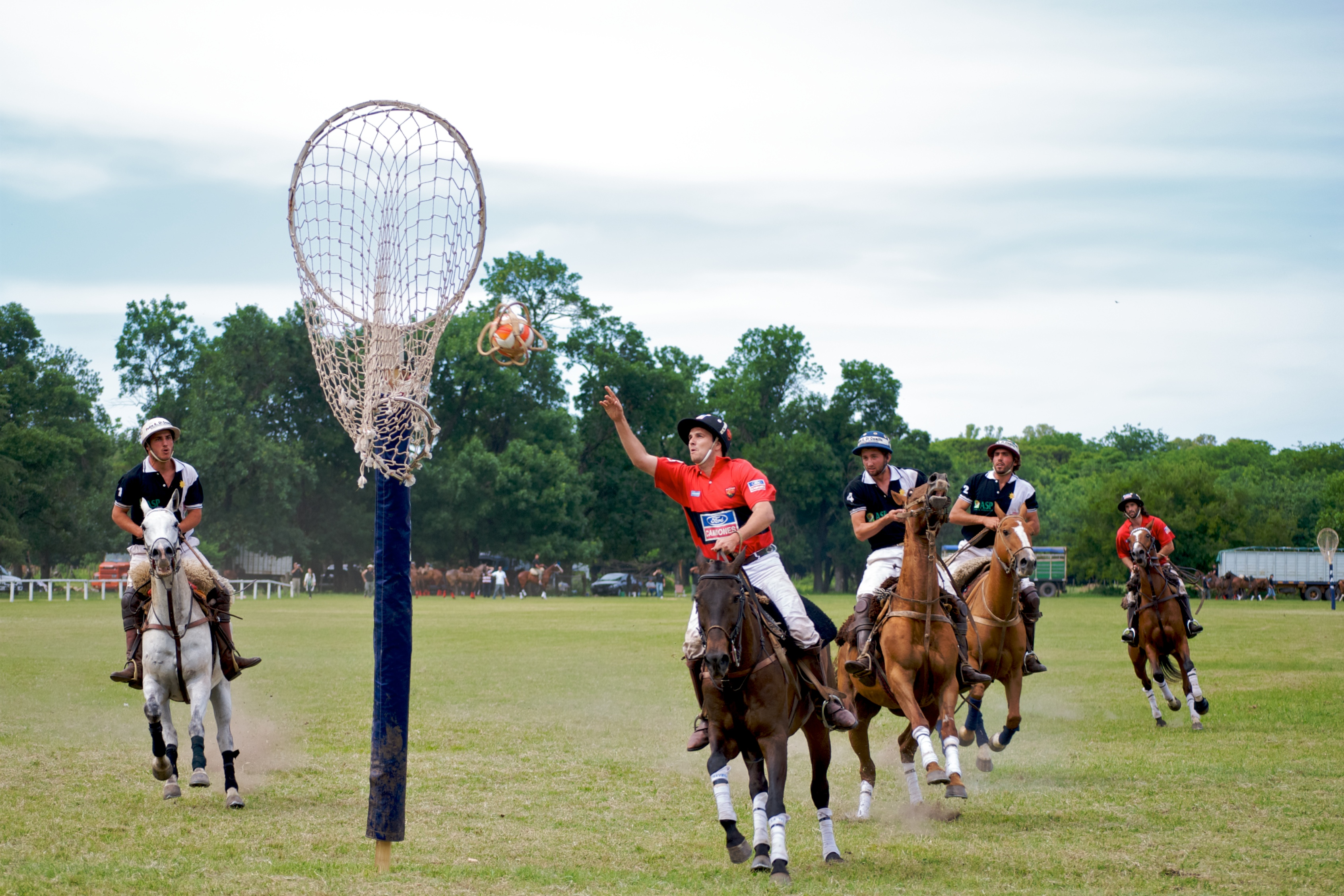
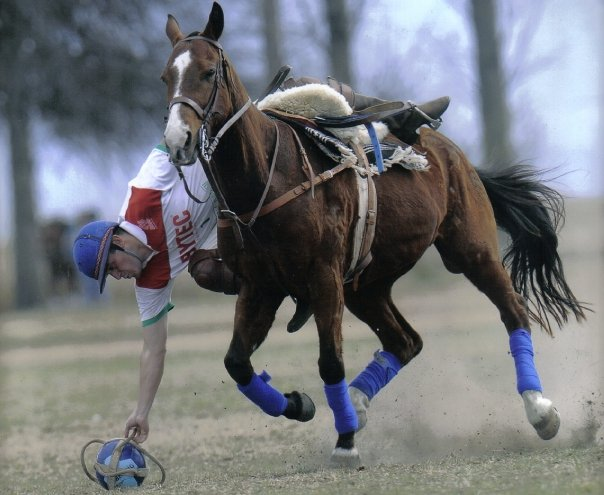
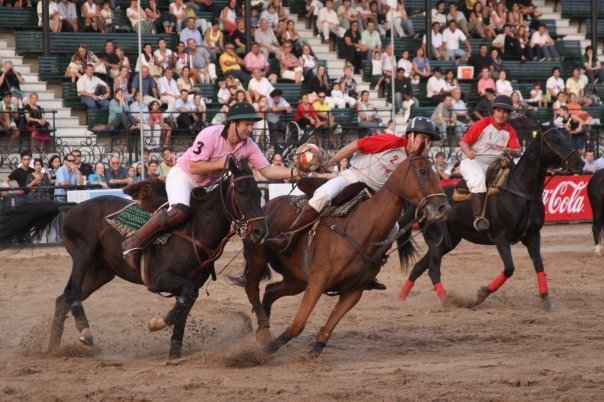
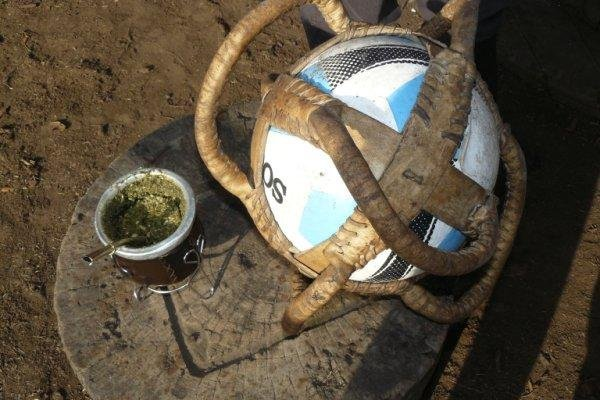